# 13 Things That Don't Make Sense
13 lucruri care nu au sens (13 Things That Don't Make Sense) este o carte de non-ficțiune a scriitorului britanic Michael Brooks, publicată în Marea Britanie și în SUA în 2008.
Subtitlul britanic este „The Most Intriguing Scientific Mysteries of Our Time”, în timp ce cel americanul este „The Most Baffling...” .
Bazată pe un articol al lui Brooks din New Scientist din martie 2005, cartea, adresată cititorului general mai degrabă decât comunității științifice, conține discuții și descrierea unui număr de probleme nerezolvate în știință. Este un efort literar de a discuta unele dintre anomaliile inexplicabile pe care, după secole, știința încă nu le poate înțelege complet.

## Capitolul 1
Universul dispărut. Acest capitol tratează astronomia și fizica teoretică și soarta finală a universului, în special căutarea înțelegerii materiei întunecate și a energiei întunecate și include discuții despre:
- Lucrările astronomilor Vesto Slipher și Edwin Hubble în demonstrarea expansiunii universului;
- Investigația astrofizicienei Vera Rubin asupra curbelor de rotație a galaxiilor care sugerează că altceva și nu gravitația împiedică galaxiile să se învârtească, ceea ce a dus la renașterea teoriei „materiei întunecate” neobservate;
- Eforturi experimentale de descoperire a materiei întunecate, inclusiv căutarea ipoteticului Neutralino⁠(d) și a altor particule masive care interacționează slab);
- Studiul supernovelor la Laboratorul Național Lawrence Berkeley și la Universitatea Harvard (studiu condus de Robert Kirshner⁠(d)) care indică un univers care accelerează alimentat de „energia întunecată”, eventual energia de vid;
- Afirmația că ipoteza dinamică newtoniană modificată propusă și universul accelerat infirmă teoria materiei întunecate.

## Capitolul 2
Anomalia Pioneer. Se discută despre sondele spațiale Pioneer 10 și Pioneer 11, care par să se îndrepte spre Soare. În momentul scrierii cărții a existat o puternică speculație dacă acest fenomen ar putea fi explicat printr-o defecțiune încă nedeterminată în sistemele rachetelor sau dacă acesta a fost un efect neidentificat al gravitației. Investigatorul principal în progresul rachetelor este fizicianul Slava Turyshev⁠(d) de la NASA Jet Propulsion Laboratory din California, care analizează datele lansării și progresul rachetelor și misiunile "reflying" ca simulări computerizate pentru a încerca să găsească o soluție a misterului.
Cu toate acestea, în 2012, după ce cartea a fost publicată, Turyshev a dat o explicație Anomaliei Pioneer.

## Capitolul 3
Constante variabile. Acest capitol discută fiabilitatea unor constante fizice, cantități sau valori care sunt considerate a fi întotdeauna fixe. Una dintre acestea, constanta structurii fine, care calculează comportamentul și cantitatea de energie transmisă în interacțiunile subatomice de la reflexia și refracția luminii la fuziunea nucleară, a fost pusă sub semnul întrebării de către fizicianul John Webb de la Universitatea din New South Wales, care poate a identificat diferențe în comportamentul luminii de la quasari și sursele de lumină de astăzi. Conform observațiilor lui Webb, lumina quasarilor pare să refracte diferite nuanțe de culoare din undele de lumină emise astăzi. Brooks discută, de asemenea, despre reactorul natural de fisiune nucleară Oklo⁠(d), în care condițiile naturale din peșterile din Gabon acum 2 miliarde de ani au făcut ca uraniul de acolo să reacționeze. Este posibil ca toată cantitatea de energie eliberată să fi fost diferită de cea de astăzi. Ambele seturi de date sunt supuse unor investigații și dezbateri continue, dar, sugerează Brooks, pot indica faptul că comportamentul materiei și energiei poate varia radical și în mod esențial pe măsură ce condițiile universului se schimbă în timp.

## Capitolul 4
Fuziunea la rece. O revizuire a eforturilor de a crea energie nucleară la temperatura camerei folosind hidrogen care este încorporat într-o rețea cristalină metalică. Teoretic, acest lucru nu ar trebui să se întâmple, deoarece fuziunea nucleară necesită o energie de activare uriașă pentru a începe. Efectul a fost raportat pentru prima dată de chimiștii Martin Fleischmann⁠(d) și Stanley Pons⁠(d) în 1989, dar încercările de a-l reproduce în lunile care au urmat au fost în mare parte nereușite. Cercetarea fuziunii la rece a fost discreditată, iar articolele pe acest subiect au devenit dificil de publicat. Dar conform cărții, o mulțime de oameni de știință din întreaga lume continuă să raporteze rezultate pozitive, cu verificări multiple, independente.

## Capitolul 5
Viața. Acest capitol descrie eforturile de a defini viața și modul în care aceasta a apărut din materia neînsuflețită (abiogeneză) și chiar de a recrea viața artificială, inclusiv: experimentul Miller-Urey al chimiștilor Stanley Miller și Harold Urey de la Universitatea din Chicago din 1953 pentru a declanșa viața într-un amestec de substanțe chimice prin utilizarea unei sarcini electrice; Activitatea lui Steen Rasmussen la Laboratorul Național Los Alamos pentru a implanta ADN primitiv, acid nucleic peptidic, în molecule de săpun și a le încălzi; și munca Institutului pentru Materie Adaptativă Complexă de la Universitatea din California.

## Capitolul 6
Viking. O discuție despre experimentele inginerului Gilbert Levin⁠(d) de căutare a vieții pe Marte în anii 1970, ca parte a programului Viking. Experimentul lui Levin, Labeled Release, pare să arate în mod concludent că viața există pe Marte, dar, deoarece rezultatele sale nu au fost susținute de celelalte trei experimente biologice Viking, acestea au fost puse sub semnul întrebării și în cele din urmă nu au fost acceptate de NASA, care a emis ipoteza că gazele observate generate poate să nu fi fost un produs al metabolismului viu, ci al unei reacții chimice a peroxidului de hidrogen. Brooks intră în detaliu cu privire la unele dintre celelalte experimente ale lui Levin și, de asemenea, descrie modul în care misiunile ulterioare ale NASA pe Marte s-au concentrat pe geologia și clima planetei, în loc de căutarea vieții pe planetă. (Mai multe misiuni caută apă și condiții geologice care ar putea susține viața pe Marte în prezent sau în trecut.)

## Capitolul 7
Semnalul Wow! Brooks discută dacă semnalul observat de astronomul Jerry R. Ehman la radiotelescopul Big Ear al Universității de Stat din Ohio în 1977 a fost sau nu un indiciu real al vieții inteligente în spațiul cosmic. Acesta a fost un semnal remarcabil de clar, iar Big Ear a fost cel mai mare și mai lung proiect de radio-telescop SETI (Search for Extra-Terrestrial Intelligence) din lume. Brooks continuă să discute despre abandonarea programului NASA de observare a microundelor după ce finanțarea guvernamentală a fost oprită de eforturile senatorului Richard Bryan⁠(d) din Nevada. Astăzi, nu există finanțare publică pentru observații similare, în timp ce Institutul SETI, care continuă activitatea NASA, este finanțat prin donații private, la fel ca și o serie de alte inițiative.

## Capitolul 8
Un virus uriaș. Brooks descrie mimivirusul uriaș și foarte rezistent găsit în Bradford, Anglia în 1992 și dacă acest lucru provoacă viziunea tradițională conform căreia virușii sunt substanțe chimice neînsuflețite, mai degrabă decât lucruri vii. Mimivirusul nu este doar mult mai mare decât majoritatea virusurilor, dar are și o structură genetică mult mai complexă. 
Descoperirea mimivirusului a dat importanță teoriilor microbiologului Felipe Campana și altora conform cărora infecția virală a fost de fapt motivul apariției formelor de viață primitive ale structurilor celulare complexe bazate pe un nucleu celular. (Vezi Eucariogeneza virală.) Studiul comportamentului și structurii virusurilor este în curs de desfășurare.

## Capitolul 9
Moartea. Începând cu exemplul țestoasei lui Blanding⁠(d) și al anumitor specii de pești, amfibieni și reptile care nu îmbătrânesc pe măsură ce îmbătrânesc, Brooks discută teorii și cercetări privind evoluția îmbătrânirii . Acestea includ studiile lui Peter Medawar⁠(d) și George C. Williams în anii 1950 și Thomas Johnson, David Friedman și Cynthia Kenyon⁠(d) în anii 1980 care susțin că îmbătrânirea este un proces genetic care a evoluat pe măsură ce organismul selectează gene care îi ajută să crească și să se reproducă care îi ajută să prospere mai târziu în viață. Brooks vorbește, de asemenea, despre Leonard Hayflick⁠(d) și alții care au observat că celulele din cultură se vor opri la un moment dat în timp să se mai reproducă și vor muri pe măsură ce ADN-ul lor devine în cele din urmă corupt prin diviziune continuă, un proces mecanic la nivel de celule, mai degrabă decât o parte din codul genetic al unei ființe vii.

## Capitolul 10
Sexul. Acest capitol este o discuție despre teoriile evoluției reproducerii sexuale. Explicația oferită este că, deși reproducerea asexuată este mult mai ușoară și mai eficientă pentru un organism, este mai puțin comună decât reproducerea sexuală, deoarece a avea doi părinți permite speciilor să se adapteze și să evolueze mai ușor pentru a supraviețui în mediile în schimbare. Brooks discută eforturile de a demonstra acest lucru prin experimente de laborator și continuă să discute teorii alternative, inclusiv munca lui Joan Roughgarden⁠(d) de la Universitatea Stanford, care propune că reproducerea sexuală, mai degrabă decât să fie determinată de selecția sexuală a lui Charles Darwin la indivizi, este un mecanism pentru supraviețuirea grupărilor sociale, de care depind majoritatea speciilor superioare pentru supraviețuire.

## Capitolul 11
Liberul arbitru. Discută investigațiile experimentale în neuroștiința liberului arbitru realizate de Benjamin Libet⁠(d) de la Universitatea din California, San Francisco și alții, care arată că creierul pare să se angajeze în anumite decizii înainte ca persoana să devină conștientă că le-a luat și discută implicațiile acestor constatări asupra concepției noastre despre liberul arbitru.

## Capitolul 12
Efectul Placebo. Capitolul este o discuție despre rolul placebo în medicina modernă, inclusiv exemple precum Diazepam, care în unele situații pare să funcționeze numai dacă pacientul știe că îl ia. Brooks descrie cercetările privind comportamentul prescris, care pare să arate că utilizarea placebo-urilor este obișnuită. El descrie lucrarea lui Asbjørn Hrobjartsson și Peter C. Gøtzsche⁠(d) din New England Journal of Medicine⁠(d), care provoacă utilizarea placebo-urilor în întregime și munca altora pentru înțelegerea mecanismului efectelor acestora.

## Capitolul 13
Homeopatie. Brooks discută despre munca cercetătoarei Madeleine Ennis⁠(d) care implică o soluție homeopatică care conținea cândva histamina, dar a fost diluată până la punctul în care a dispărut. Brooks presupune că rezultatele ar putea fi explicate prin unele proprietăți până acum necunoscute ale apei și susține investigarea anomaliilor documentate, deși critică practica homeopatiei în general, la fel ca mulți alți oameni de știință pe care îi citează, cum ar fi Martin Chaplin de la Universitatea South Bank.